# 剛勇のビョルン

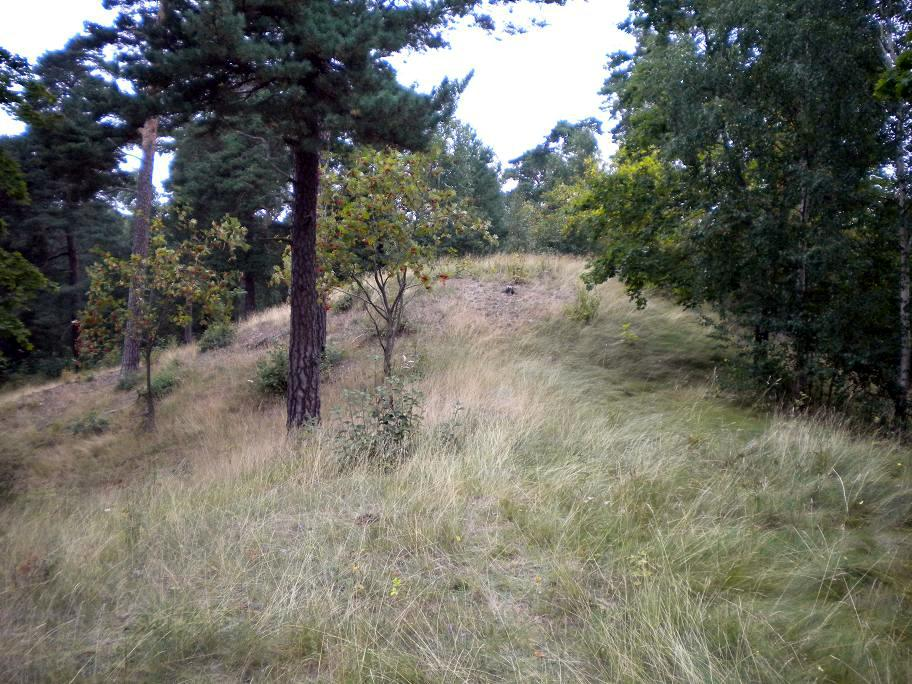
スウェーデンのメーラレン湖にあるエーケレー市ムンソ島のビョルン・イロンシッドの墳墓（Björn Järnsidas hög）。墳墓はバラバラになったウップランドのルーン碑文 U13で覆われている。

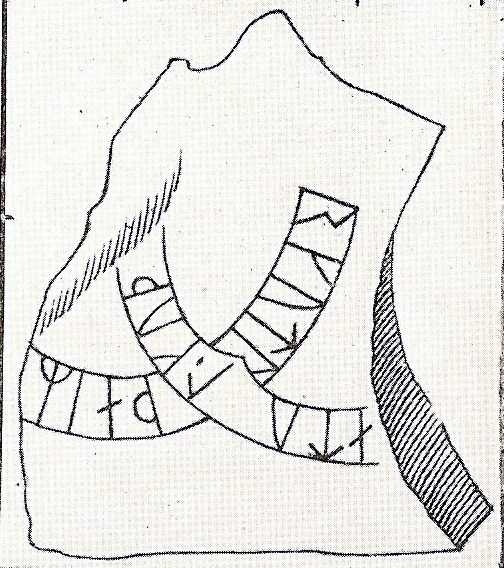
このルーン石碑は、スウェーデンのウップランド地方にあるビョルン・イロンシッドの墳墓の冠石である。この石碑はバラバラになっており、石碑の破片がすぐそばにある。

剛勇のビョルン、あるいはビヨルン・イロンシッド（Björn Ironside、古ノルド語：Bjǫrn Járnsíða ;アイスランド語：Björn Járnsíða ;スウェーデン語：Björn Járnsíða ;デンマーク語：Bjørn Jernside ;中世ラテン語：Bier Costae ferreae）は、北欧ヴァイキングの指導者でスウェーデンの半伝説的な王。12世紀と13世紀のスカンディナヴィアの歴史によると、彼は悪名高く歴史的に実在が疑われるヴァイキングの王ラグナル・ロズブロークの息子とされる。彼は9世紀、855年から858年の間にはいたとされ、スウェーデンのムンソ王朝の最初の支配者であったと言われている。18世紀初頭、ムンソ島の墳丘墓は、好古家によってビョルン・イェルンシダス・ホグまたはビョルン・イロンシッドの墳丘墓であると主張されてきた 。
中世の資料では、エリク・ビョルンソンやハウギのビョルンなどのビョルン・イロンシッドの息子や孫への言及が見られる。イロンシッドの男系の子孫は1060年ごろまでスウェーデンを支配していたと考えられている。

## フランク人の資料でのビョルン
"ベルノ"（Björnのラテン語形）は強力なヴァイキングの首長であり、海軍の司令官だった。ベルノは『サンベルタン年代記』や『フォントネル年代記』と言った当時の資料に登場している。ベルノが最初に言及されたのは855年の夏である。ベルノの出自を詳細に記した最古の文書はジュミエージュのギョームのノルマン史（1070年頃）である。ギョームによれば、デンマーク人は、王の権威を高めるために王の若い息子に王土を離れることを要求する習慣があり、ラグナル・ロズブロークが王座に着いた後で、王はビョルンに王国を離れることを命じた。ビョルンはかなりの艦隊を率いてデンマークを離れ、西フランク王国を荒らし始めた。当時の年代記によると、ビョルンはシグトリックと呼ばれる別のバイキングと協力して855年にセーヌ川を遡上し、そこからシグトリックの部隊とともに内陸部を襲撃している。この年に連合軍はシャンパーニュで西フランク王国のシャルル2世に敗れたが、決定的な敗北ではなかった。シグトリックは翌年に撤退したが、ビョルンは別のヴァイキングの軍勢から加勢を受け、セーヌ川地域から追い払われることはなかった。ビョルンと部下たちはいわゆるギヴォルドの墓で、856年から857年にかけてパリを略奪する拠点となる冬の宿舎を設営した。ビョルンはルーアンのオワセルに要塞を建設し、拠点として何年にも渡って維持した。確かにビョルンは858年にヴァルベリーでシャルル2世に忠誠を誓ったが、実際に誓約を守ったかどうかは定かではない。シャルル王は最終的に、セーヌ側の手にえないヴァイキング達に、手持ちの兵力全てを投入して対決することを決意し、7月にオワセルを包囲した。海賊達が要塞をしっかり守ったため、包囲は失敗に終わった。さらに、シャルルの弟である東フランク王国のルートヴィヒ2世が彼の領地に侵入し、多く家臣がシャルルの元を去った。こうして、9月には包囲が解除されることとなった。。
ビョルンがヴァルベリーでシャルルと会った後は、同時代の資料には彼の名前は見られない。しかしながら、セーヌ側のヴァイキング戦士はその後数年襲撃を続け、861年には再びパリで略奪を働いている。絶望したシャルル2世は、ソンム地方で活動していた別のヴァイキングの首長、ヴェランドを使って、オイセルでセーヌ川のヴァイキングを攻撃しようとした。しかし、2つのヴァイキングの軍勢が取引して軍を統合したため、この計画は裏目に出てしまった。861年から翌年にかけてセーヌ川下流に野営していたこのノース人達は、再び別れ別れになった。ヴェランドはキリスト教徒になることに同意して王室に仕え、セーヌ川のヴァイキング達は海に出た。彼らの一部はブルターニュの支配者とフランク王国の伯爵達との戦いに参戦した。

## 地中海への遠征
いくつものフランク、ノルマン、アラブ、スカンジナビア、アイルランドの資料には、859年から861年にかけてハスタイン、剛勇のビョルンとおそらく兄弟の1人が共同で指揮をとった、地中海への大規模なヴァイキングの襲撃が記述されている。イベリア半島沿岸を襲撃し、ジブラルタルを戦いながら通過した後で、ノース人達は南フランスを略奪し、ピサの街を占領したイタリアに上陸する前に船団はその地で越冬した。この勝利と、地中海遠征中の地中海周辺（シチリアと北アフリカを含む）でのその他の勝利とでいっぱいになって、ヴァイキング達は嵐で40隻を失ったと記録されている。彼らはジブラルタル海峡に戻り、メディナ＝シドニアの沿岸でアンダルスの奇襲を受けて2隻を焼失し、20隻の船しか残らなかった。船団の生き残りは862年にフランス海域に戻ってきた。後年のジュミエージュのギョームの年代記によれば、剛勇のビョルンがこの遠征の指導者だった。11世紀初頭の『アイルランドの断片的な年代記』には、兄弟によってノルウェーから追放され、オークニー諸島に止まっていた首長のラグナル・マク・アルブダンの2人の息子がこの事業を指揮したと記されている。
ジュミエージュのギョームは、ビョルンを Lotbroci regis filio （ロズブローク王の息子）であるBier Costae ferreae （イロンシッド＝剛勇）と呼んでいる。ギョームの地中海遠征に関する記述では、ビョルンの育ての親であるハスタインが中心となっている。2人のヴァイキングはフランスで多くの（ほとんど成功した）襲撃を行った。その後、ハステインはビョルンを新しいローマ皇帝にすることを思い付き、養い子とともに地中海へのヴァイキングの大規模な襲撃を行った。内陸部を進み、当時ローマだと思っていたルーニの町に到着したが、町の壁を破ることができなかった。町に入るために策略が練られた：ハスタインは司教のもとに使者を送り、死の床で改心し、キリスト教の秘跡を受けるとともに、教会内の聖なる場所に埋葬してほしいと伝えた。担架に乗せられた彼は、少数の儀仗兵とともに礼拝堂に運び込まれた後、担架から飛び降りて、狼狽する司教たちを驚かせた。その後、バイキング隊は町の門に向かって進撃し、門はすぐに開かれて残りの軍隊が入ってきた。ルーニがローマではないことを知ったビョルンとハスタインは、この街を調査したいと思ったが、ローマ人が防衛のために十分な準備をしていることを聞いて気が変わった。西ヨーロッパに戻った後、2人は別れた。ビョルンはイギリスの海岸で難破し、かろうじて生き延びた。その後、フリースラント、ギョームによればそこで死んだとのことである。この記述にはいくつかの歴史的な課題がある。ハステインはビョルンよりも後に当時の資料に登場しており、彼の養父となるためには、彼が死んだときには80代くらいになっていたはずである。同時代のヴァイキングのロロやノルウェーのハーラル1世王が同じくらいの寿命だったことを考えれば、不可能というわけではない。また、ルーニはサラセン人によって略奪されたことが知られている。

## 『ラグナル・ロズブロークの伝説』と『ラグナルの息子たちの物語』
スカンジナビア王ラグナル・ロズブロークの息子たちであるビョルンとその兄弟の物語は、中世を通して異なるバージョンで何度も語られた。『ラグナルの息子たちの物語』（古ノルド語: Ragnarssona þáttr）は、伝説的な主題と伝統的な北欧の口承史を組み合わせた14世紀ごろのアイスランドの古代のサガである。ここではビョルンはラグナルとアスラウグの息子であり、その兄弟はウィトセルク、骨無しのイーヴァル、蛇の目のシーヴァルドである。この物語では、ビョルンの異母兄弟であるエリクとアグナルについても語られている。
このサガでは、ラグナルをスウェーデンの大部分、そしておそらくデンマークの大君主として描いている。ラグナル存命の間、ビョルンと兄弟たちはスウェーデンを離れシェラン島、レイドゴットランド（ここではユトランドをさす）、ゴットランド、エーランド島およびその他の小さな島々を征服するべくスウェーデンを離れた。彼らはデンマークのシェラン島にあるライレに定住し、骨無しのイーヴァルを指導者とした。
その後、ラグナルの息子のエリクとアグナルはメーラレン湖に漕ぎ出し、ラグナルに隷属するスウェーデン国王エイステインに、ラグナルの息子たちに服従するよう求めるメッセージを送った。さらに、エリクはエイステインの娘ボーグヒルドを妻として望んだ。エイステインはまずはスウェーデンの首長たちと協議したいと申し出た。首長たちは申し出を拒否し、反抗的な息子たちへの攻撃を命じた。戦いが続き、エリクとアグナルはスウェーデン軍に圧倒されて、アグナルは戦死し、エリクは捕虜となった。
エイステインはエリクにウプサラ・エドを望むままに与え、アグナルの命の贖いとしてボーグヒルドを与えると申し出た。エリクは、このような敗北の後では、自分の死の日を選ぶことしかできないと宣言した。そして、死者の上に立つ槍に突き刺されることを願い、その願いは叶えられた。シェラン島では、タフルをしていたビョルン、アスラウグ、ウィトセルクの3人が動揺し、大軍を引き連れてスウェーデンに向けて出航した。アスラウグは騎兵を率いて国土を横断した。彼らは大戦闘でエイステインを倒した。
このサガによると、彼らの父ラグナルは、無謀な侵略を試みた後に、イングランドでエラ王に捕らえられて殺害された。ビョルンと兄弟達は復讐を求めてエラを攻撃したが撃退された。イーヴァルはイングランド王を容易には倒せないことを悟り、和議を申し出た。牡牛の皮で覆えるだけの土地を求め、2度とエラに対して戦争を仕掛けないことを誓った。そして、イーヴァルは牡牛の皮を細長く切り、自分のものとなる大きな要塞（古いサガではヨークだが、新しいサガではロンドンとなっている）を囲うことができた。イーヴァルはイングランドで人気者となり、兄弟に再び攻撃するように依頼した。イヴァルはイングランドで人気者になり、兄弟に再び攻撃を依頼した。戦いの間、イーヴァルは兄弟に味方し、多くのイングランドの首長とその民もイーヴァルに忠誠を誓っていた。エラ王は捕らえられ、兄弟は復讐のために彼を血のワシに処した。
その後、ビョルンと兄弟達はイタリアのルーニに着くまでにイングランド、ノルマンディー、フランス、ロンバルディアを略奪した。彼らがスカンジナビアに戻った際には、ビョルン・イロンシッドがウプサラとスウェーデンを支配できるように王国を分割した。

## その他の資料
伝説的なデンマークの年代記サクソ・グラマティクスである『デンマーク人の事績』（1200年頃）は、ビョルン・イロンシッドをスウェーデン王として言及した最初の文献である。サクソによると、ラグナル・ロズブロークは最近のし上がったスウェーデン人の支配者ソルレと争っていた。そこで、ログナルは息子のビョルン、フリドレイフ、ラドバルドを伴ってスウェーデン国土に侵入した。戦闘が始まる前に、相手方も戦いで解決することに合意した。ラグナルと3人の息子達は、両軍の前で名高い王者スタルカドと7人の息子達と相見えた。「ビョルンは自身は傷つくことなくて多くの敵を打ち倒し、鉄のような脇腹の強さから永遠の呼び名（すなわち鉄の脇腹Ironside）を得た」。ラグナルと息子達が8人の敵を倒した後に、その軍勢はソルレとその軍隊に襲いかかり、全滅させた。そして、ラグナルは「ビョルンに、その際立った勇気と奉仕のためにスウェーデンの領有権を送った」。その後、ラグナルの別の息子のウッベは、母方の祖父エスビョルンと結託してラグナルを謀殺した。エスビョルンはスウェーデンのビョルンに使者を送り、反乱の支持を集めようとしたが、ビョルンは耳を貸さなかった。その代わり使者を縛り首にし、一行の残りはスウェーデン人に殺害された。その直後、エスビョルンは海戦で戦死し、ウッベは英雄的な抵抗の末に捕らえられた。やがた、ラグナルはビョルンをノルウェーの摂政に任命し、スウェーデンはもう一人の息子、エリク・ウェザーハットに移譲した。ラグナルの死後、ラグナルと兄弟達はイングランドのエラ王を攻撃し、打ち倒した。その後、ビョルンはスウェーデンの王国に帰ったが、デンマーク人がラグナルの息子達の支配に反抗して蜂起したので、デンマークに介入した。1700隻の船団を率いて、兄弟とともにシュレスヴィヒで反乱軍を制圧した。これが『デンマーク人の事績』におけるビョルン・イロンシッドについて最後の記述である。
13世紀の『ヘルヴォルとヘイズレク王のサガ』ではエイステイン・ベリは『ラグナル・ロズブロークのサガ』で語られているようにビョルンと兄弟達に殺され、彼らがスウェーデン全土を征服したと伝えている。ラグナルが死ぬと、ビョルン・イロンシッドがスウェーデンを相続した。ビョルンにはレヴィルとエリク・ビョルンソンがおり、次のスウェーデン王となった。『赤毛のエイリークのサガ』によると、ビョルンにはソルフィン・カルルセフニの祖先となるアスレイクと言う名の息子がいた。
アングロ・サクソンとアイルランドの資料によると、865年以降のデンマークのイングランド侵攻はイングヴァル（すなわちイーヴァル）、ウッベ、ハールヴダンの3兄弟が率いていたとされており、アイルランドの『アイルランドの諸国との戦争』から判断するとラグナル（Ragnall、ないしRagnarか似た名前）の息子達だったとされている。ビョルンはこの文脈では言及されないが、後のノルマンの言い伝えでは彼らの兄弟だった可能性が示唆されている。ジュミエージュのギョームによれば、彼はイングランド侵攻に関連してフリースラントで死んだとされている。ウッベは「フリースラントのヤール」と表記されることがあり、侵略者はスカルディンギ（Scaldingi、スヘルデから来た男達）と呼ばれたりもする。ビョルンの王位は古い資料に裏付けられておらず、乗り越えるのが困難な年代的な矛盾を呈しているため、歴史的には問題を有している。

## フィクションで
テレビドラマ『ヴァイキング 〜海の覇者たち〜』の主要キャラクターで、少年時代をネイサン・オトゥールが、成人してからはアレクサンダー・ルドウィグが演じているが、歴史上の人物を大雑把にもとにしており、アスラウグではなくラゲルタの息子として描かれている。伝承ではビョルンは長男ではないが、ドラマの中ではラグナルの長男となっている。
マイケル・グラントの小説『モンスター』では、登場人物の一人アーモ（Armo）が「ビョルン・イロンシッド、とても悪いヴァイキング」の子孫であると述べている。